# X-Forwarded-For
X-Forwarded-For（XFF）是用来识别通过HTTP代理或负载均衡方式连接到Web服务器的客户端最原始的IP地址的HTTP头字段。Squid缓存代理服务器的开发人员最早引入了这一HTTP头字段，并由IETF在HTTP头字段标准化草案中正式提出。
当今多数缓存服务器的使用者为大型ISP，为了通过缓存的方式来降低他们的外部带宽，他们常常通过鼓励或强制用户使用代理服务器来接入互联网。有些情况下，这些代理服务器是透明代理，用户甚至不知道自己正在使用代理上网。
如果没有XFF或者其他类似技术，所有通过代理服务器的连接只会显示代理服务器的IP地址，而非连接发起的原始IP地址，这样的代理服务器实际上充当了匿名服务提供者的角色，如果连接的原始IP地址不可得，恶意访问的检测与预防的难度将大大增加。XFF的有效性依赖于代理服务器提供的连接原始IP地址的真实性，因此，XFF的有效使用应该保证代理服务器是可信的，比如可以通过建立可信服务器白名单的方式。

## 格式
这一HTTP头一般格式如下:
X-Forwarded-For: client1, proxy1, proxy2
其中的值通过一个 逗号+空格 把多个IP地址区分开, 最左边（client1）是最原始客户端的IP地址, 代理服务器每成功收到一个请求，就把请求来源IP地址添加到右边。 在上面这个例子中，这个请求成功通过了三台代理服务器：proxy1、proxy2和proxy3。请求由client1发出，到达了proxy3（proxy3可能是请求的终点）。请求刚从client1中发出时，XFF是空的，请求被发往proxy1；通过proxy1的时候，client1被添加到XFF中，之后请求被发往proxy2;通过proxy2的时候，proxy1被添加到XFF中，之后请求被发往proxy3；通过proxy3时，proxy2被添加到XFF中，之后请求的的去向不明，如果proxy3不是请求终点，请求会被继续转发。
鉴于伪造这一字段非常容易，应该谨慎使用X-Forwarded-For字段。正常情况下XFF中最后一个IP地址是最后一个代理服务器的IP地址, 这通常是一个比较可靠的信息来源。

## 使用
在代理转发及反向代理中经常使用X-Forwarded-For字段。

### 代理转发
在代理转发的场景中，你可以通过内部代理链以及记录在网关设备上的IP地址追踪到网络中客户端的IP地址。处于安全考虑，网关设备在把请求发送到外网（因特网）前，应该去除X-Forwarded-For字段里的所有信息。这种情况下所有的信息都表现为从内部网络公共IP生成，因此X-Forwarded-For字段中的信息应该是可靠的。

### 反向代理
在反向代理的情况下，你可以追踪到互联网上连接到你的服务器的客户端的IP地址，即使你的网络服务器和互联网在路由上是不可达的。这种情况下你不应该信任所有X-Forwarded-For信息，其中有部分可能是伪造的。因此需要建立一个信任白名单来确保X-Forwarded-For中哪些IP地址对你是可信的。
最后一次代理服务器的地址并没有记录在代理链中，因此只记录X-Forwarded-For字段是不够的。完整起见，Web服务器应该记录请求来源的IP地址以及X-Forwarded-For字段信息。

## Web服务器日志中的X-Forwarded-For
大多数Web服务器可以通过配置在日志中记录X-Forwarded-For。Apache中可以非常简单地修改配置来实现，但MS IIS 6及以下的版本需要第三方软件支持来实现。IIS7用户可以从IIS.net获得免费的IIS相关组件来实现。

## 引用
1. ↑  .   [2015-10-31]. （原始内容存档于2019-12-20）.
2. ↑  Winfrasoft X-Forwarded-For for IIS （页面存档备份，存于） 是一个通过添加XFF信息替换C-IP信息的IIS 插件。
3. ↑  .   [2011-12-01]. （原始内容存档于2015-03-26）.